# Jan Glapiak
Jan Glapiak (ur. 26 grudnia 1959 w Lesznie) – polski duchowny rzymskokatolicki, doktor prawa kanonicznego, biskup pomocniczy poznański od 2021.

## Życiorys
Urodził się 26 grudnia 1959 w Lesznie. Dorastał w Górce Duchownej. Kształcił się w II Liceum Ogólnokształcącym im. Mikołaja Kopernika w Lesznie. W latach 1978–1984 odbył studia w Arcybiskupim Seminarium Duchownym i na Papieskim Wydziale Teologicznym w Poznaniu. Na prezbitera został wyświęcony 24 maja 1984 w bazylice archikatedralnej Świętych Apostołów Piotra i Pawła w Poznaniu przez arcybiskupa Jerzego Strobę. W latach 1989–1993 kontynuował studia w zakresie prawa kanonicznego na Uniwersytecie Nawarry w Pampelunie, które ukończył z doktoratem.
W latach 1984–1986 pracował jako wikariusz w parafii Wniebowzięcia Matki Bożej i św. Michała w Wieleniu, a w latach 1986–1989 w parafii Matki Bożej Częstochowskiej w Poznaniu. W latach 1993–1995 pełnił funkcję wicedyrektora Księgarni Świętego Wojciecha. W 1993 został wykładowcą prawa kanonicznego w Wyższym Seminarium Duchownym Ojców Karmelitów Bosych w Poznaniu, natomiast w latach 1995–1996 był ojcem duchownym w Arcybiskupim Seminarium Duchownym w Poznaniu. W latach 1996–2002 zajmował stanowisko kanclerza Kurii Metropolitalnej w Poznaniu. W 1997 został rzecznikiem prasowym kurii, w 1998 diecezjalnym duszpasterzem środków społecznego przekazu, a w 2002 przewodniczącym referatu prawnego, dyscypliny sakramentów i sakramentaliów kurii. Objął również funkcje archidiecezjalnego duszpasterza wspólnot Żywego Różańca i delegata biskupa ds. ochrony dzieci i młodzieży, a także obrońcy węzła małżeńskiego w Metropolitalnym Sądzie Duchownym w Poznaniu. Pomagał w pracy duszpasterskiej w parafii św. Marka Ewangelisty w Poznaniu. W 2010 został mianowany kanonikiem gremialnym Kapituły Metropolitalnej Poznańskiej.
15 listopada 2021 papież Franciszek mianował go biskupem pomocniczym archidiecezji poznańskiej ze stolicą tytularną Bisica. Święcenia biskupie otrzymał 19 grudnia 2021 w bazylice archikatedralnej Świętych Apostołów Piotra i Pawła w Poznaniu. Głównym konsekratorem był Zdzisław Fortuniak, emerytowany biskup pomocniczy poznański (delegowany do tej funkcji przez arcybiskupa metropolitę poznańskiego Stanisława Gądeckiego, który z powodu choroby nie mógł udzielić święceń), a współkonsekratorami Damian Bryl, biskup diecezjalny kaliski, i Szymon Stułkowski, biskup pomocniczy poznański. Jako zawołanie biskupie przyjął słowa „Ecce Mater tua” (Oto Matka twoja), zaczerpnięte z Ewangelii według świętego Jana (J 19,27a). W archidiecezji poznańskiej objął urząd wikariusza generalnego.
W Konferencji Episkopatu Polski został członkiem Rady Prawnej.

## Książki
- Droga krzyżowa z Matką Bożą Pocieszenia, Wydawnictwo: Świętego Wojciecha, 1999, ISBN 83-7015-467-0.
- Górka Duchowna: sanktuarium Maryjne Wielkopolski, Wydawnictwo: Świętego Wojciecha, 2001, ISBN 83-7015-578-2.
- Błogosławiony Edmund Bojanowski w Górce Duchownej, Wydawnictwo: Świętego Wojciecha, 2005, ISBN 83-7015-823-4.
- Dla Boga nie ma nic niemożliwego, Wydawnictwo: Świętego Wojciecha, 2006, ISBN 83-7015-977-X.
- Kochajcie zawsze Boga i Maryję: wspomnienie o księdzu prałacie Aleksym Stodolnym, Wydawnictwo: Świętego Wojciecha, 2007, ISBN 978-83-7516-063-5.
- Seminarzysta: notatki z lat 1978-1984, Wydawnictwo: Kościół parafialny pw. Matki Bożej Pocieszenia i Św. Michała Archanioła w Górce Duchownej, 2009, ISBN 83-907605-3-3.
- Sakramenty i inne ważne sprawy: praktyczny przewodnik po przepisach prawa kościelnego, Wydawnictwo: Świętego Wojciecha, 2010, ISBN 978-83-7516-252-3.
- Praktyczny przewodnik po przepisach prawa kościelnego, Wydawnictwo: Świętego Wojciecha, 2012, ISBN 978-83-7516-486-2.
- Żywy Różaniec w archidiecezji poznańskiej 2002-2012, Wydawnictwo: Świętego Wojciecha, 2012, ISBN 978-83-7516-526-5.
- Różańcowi świadkowie wiary, Wydawnictwo: Świętego Wojciecha, 2013, ISBN 978-83-7516-610-1.
- Jak paciorki różańca przesuwają się chwile..., Wydawnictwo: Świętego Wojciecha, 2014, ISBN 978-83-7516-721-4.
- Górka Duchowna: w dniu papieskiej koronacji i pięćdziesiąt lat później, Wydawnictwo: Świętego Wojciecha, 2016, ISBN 978-83-7516-985-0.
- Różaniec z Prymasem Tysiąclecia kard. Stefanem Wyszyńskim, Wydawnictwo: Świętego Wojciecha, 2020, ISBN 978-83-8065-371-9.
- Bł. Edmund Bojanowski w Górce Duchownej, Wydawnictwo: Świętego Wojciecha, 2021, ISBN 978-83-8065-486-0.